# Följ med mig till himlens land
Följ med mig till himlens land utkom 1967 och är en singel av gospelsångarna Kjell & Rolf på skivbolaget Heart Warming Records och inspelad i RCA Victor i Nashville, USA.

## Låtlista
1. Följ med mig till himlens land
2. Jesus, jag längtar hos dig vila ut